# Peleteria honghuang
Peleteria honghuang är en tvåvingeart som beskrevs av Chao 1979. Peleteria honghuang ingår i släktet Peleteria och familjen parasitflugor. Inga underarter finns listade i Catalogue of Life.